# Ферцетти, Габриэле
Габриэ́ле Ферце́тти (итал. Gabriele Ferzetti), настоящее имя — Паскуа́ле Ферце́тти  (итал. Pasquale Ferzetti; 17 марта 1925, Рим — 2 декабря 2015, Рим) — итальянский актёр театра и кино.

## Биография
С ранних лет интересовался театром. В 17 лет поступил в Академию драматического искусства Сильвио д’Амико, после чего играет в театре (в частности, в пьесах Луиджи Пиранделло и Теннесси Уильямса. 
С 1942 года — в кино. В 1953 году выступает партнёром Джины Лоллобриджиды по фильму режиссёра Марио Сольдати «Провинциалка» — за эту роль отмечен престижной итальянской кинопремией «Серебряная лента».
Вскоре после этого происходит знакомство Ферцетти с Микеланджело Антониони, который даёт ему главные роли в двух своих фильмах: «Подруги» (1955) и «Приключение» (1960). Ферцетти приносит новый кинообраз в итальянское кино неореализма — его элегантные и аристократичные герои приходят на смену бесшабашным мачо периода итальянского экономического чуда. В дальнейшем исполняет самые разные роли в картинах самых разных режиссёров, жанров и стран: «Три комнаты на Манхэттене» Марселя Карне (1965), «Каждому своё» Элио Петри (1967, за этот фильм Ферцетти получает вторую «Серебряную ленту»), «Однажды на Диком Западе» Серджо Леоне (1968), «На секретной службе Её Величества» Питера Ханта (1969), «Ночной портье» Лилианы Кавани (1974). Всего Габриэле Ферцетти исполнил роли более чем в 100 фильмах.

## Избранная фильмография
| Год  |   | Русское название                  | Оригинальное название            | Роль                      |
| ---- | - | --------------------------------- | -------------------------------- | ------------------------- |
| 1942 | ф | Графиня Кастильоне                | La contessa di Castiglione       |                           |
| 1953 | ф | Провинциалка                      | La provinciale                   | профессор Франко Ваньюцци |
| 1955 | ф | Подруги                           | Le amiche                        | Лоренцо                   |
| 1955 | ф | Приключения Джакомо Казановы      | Le avventure di Giacomo Casanova | Джакомо Казанова          |
| 1958 | ф | Рождённая в марте                 | Nata di marzo                    | Сандро                    |
| 1960 | ф | Приключение                       | L'Avventura                      | Сандро                    |
| 1960 | ф | Долгая ночь сорок третьего года   | La lunga notte del ’43           | Марио Виллани             |
| 1965 | ф | Три комнаты на Манхэттене         | Trois chambres à Manhattan       | граф Ларси                |
| 1966 | ф | Архидьявол                        | L’Arcidiavolo                    | Лоренцо Медичи            |
| 1966 | ф | Библия                            | The Bible: In the Beginning...   | Лот                       |
| 1967 | ф | Каждому своё                      | A ciascuno il suo                | адвокат Розелло           |
| 1968 | ф | Однажды на Диком Западе           | C'era una volta il West          | Мортон                    |
| 1969 | ф | На секретной службе Её Величества | On Her Majesty's Secret Service  | Драко                     |
| 1968 | ф | Спасибо, тётя                     | Grazie zia                       | Стефано                   |
| 1974 | ф | Ночной портье                     | Il portiere di notte             | Ханс                      |
| 1983 | ф | Квартет Басилей                   | Il quartetto Basileus            | Марио Кантоне             |
| 1995 | ф | Отелло                            | Otello                           | Венецианский дож          |
| 2007 | ф | 1612: Хроники Смутного времени    | 1612                             | Кардинал                  |
| 2009 | ф | Я — это любовь                    | Io sono l’amore                  | Эдоардо Рекки, старший    |

## Награды
| Год     | Название     | Награда          | Категория                         | Результат |       |
| ------- | ------------ | ---------------- | --------------------------------- | --------- | ----- |
| 1952—53 | Провинциалка | Серебряная лента | Лучшая мужская роль второго плана | Победа    | [ 7 ] |
| 1968    | Каждому своё | Серебряная лента | Лучшая мужская роль второго плана | Победа    | [ 8 ] |